# Metodo di Hückel esteso
Il metodo di Hückel esteso è un metodo di calcolo semiempirico di chimica quantistica, sviluppato da Roald Hoffmann nel 1963. Sostanzialmente si basa sul metodo elaborato da Erich Hückel ma, mentre questo considera solamente gli orbitali π, il metodo esteso include anche gli orbitali σ.
Il metodo di Hückel esteso può essere utilizzato per il calcolo degli orbitali molecolari, ma non è molto utile nella determinazione della geometria molecolare di un composto organico. Però permette di determinare l'energia relativamente a differenti configurazioni geometriche. Con questo metodo il calcolo delle interazioni elettroniche viene effettuato in modo piuttosto semplice e le repulsioni fra gli elettroni non sono esplicitamente incluse, con l'energia totale rappresentata solamente da una somma di termini per ogni elettrone della molecola. Gli elementi non diagonali della matrice hamiltoniana si possono ottenere grazie a una approssimazione introdotta da M. Wolfsberg e L.J. Helmholz che li mette in relazione con gli elementi diagonali e gli elementi della matrice di sovrapposizione:
{\displaystyle H_{ij}={\frac {KS_{ij}(H_{ii}+H_{jj})}{2}}}
Comunemente in molti studi teorici si ricorre al metodo di Hückel esteso come metodo preliminare per la determinazione degli orbitali molecolari per mezzo di metodiche più sofisticate quali il CNDO/2 e i metodi ab initio. Questi ultimi permettono una determinazione più accurata delle strutture e delle proprietà elettroniche.
Il metodo fu applicato la prima volta dal Roald Hoffmann che insieme con Robert Burns Woodward enunciò una serie di regole sulla stereochimica delle reazioni pericicliche (le regole di Woodward-Hoffmann). I due scienziati utilizzarono immagini degli orbitali molecolari ottenute dalla teoria di Hückel estesa per ricavare le interazioni tra orbitali in questo genere di reazioni.
Un metodo strettamente simile fu usato in precedenza dallo stesso Hoffmann e da William Lipscomb per lo studio degli idruri di boro. Gli elementi non diagonali della matrice hamiltoniana erano considerati proporzionali all'integrale di sovrapposizione in base alla relazione
{\displaystyle H_{ij}=KS_{ij}}
L'approssimazione introdotta da Wolfsberg e Helmholz funziona bene quando la differenza di elettronegatività fra gli atomi che compongono una molecola è piccola, come ad esempio il caso del boro e dell'idrogeno o del carbonio e idrogeno. Per superare questo punto di debolezza, diversi gruppi di studiosi hanno elaborato degli approcci iterativi che dipendono dalla carica atomica.